# 23-я бригада особого назначения
23-я бригада особого назначения РВГК — ракетное соединение Резерва Верховного Главнокомандования Вооружённых сил Союза ССР (позднее — РВСН).
Наименование:
- действительное, полное — 23-я бригада особого назначения Резерв Верховного Главнокомандования;
- действительное, сокращённое — 23 брОсНаз РВГК.

## История
Второе ракетное соединение, для ядерного сдерживания Запада, сформировано в декабре 1950 года на основе 4-й огневой батареи 22-й бригады особого назначения РВГК (первое ракетное соединение) на полигоне Капустин Яр (4 ГЦП). Местом дислокации определён город Камышин, Сталинградской области РСФСР Союза ССР. Командиром бригады назначен полковник М. Г. Григорьев. Первоначально, 23 брОсНаз подчинялась командующему ДонВО, а с 1951 года переподчинена начальнику 4 ГЦП.
В 1952 году 23 брОсНаз РВГК получает и начинает осваивать ракету Р-2 (8Ж38).
В соответствии с директивой Генерального штаба МО СССР, от 26 февраля 1953 года, на 4 ГЦП (Капустин Яр) формируются новые ракетные соединения — инженерные бригады Резерва Верховного Главного Командования, а в марте 1953 года существующие соединения получают новую нумерацию (войсковой №) и наименования, так 23-я бригада становится 73-й инженерной бригадой РВГК (г. Камышин).
В 1960 году переформирована в 44-ю ракетную дивизию (штаб-квартира в г. Коломыя Ивано-Франковской области, Украинской ССР) и вошла в состав 43-й ракетной армии (штаб-квартира в г. Винница УССР). Первоначально, в состав ракетной дивизии входили управление и пять ракетных полков с дислокацией в городах Коломыя, Стрый, Долина, Свалява, Мукачево, Каменец-Подольский, пгт Скала-Подольская. Соединение расформировано к 1990 году.
На основном вооружении состояли ракетные комплексы с баллистическими ракетами Р-1, Р-2, Р-5М, Р-12.